# Renault Austral
Renault Austral — компактний кросовер-позашляховик (сегмент C), який виробляє та продає Renault.

## Опис

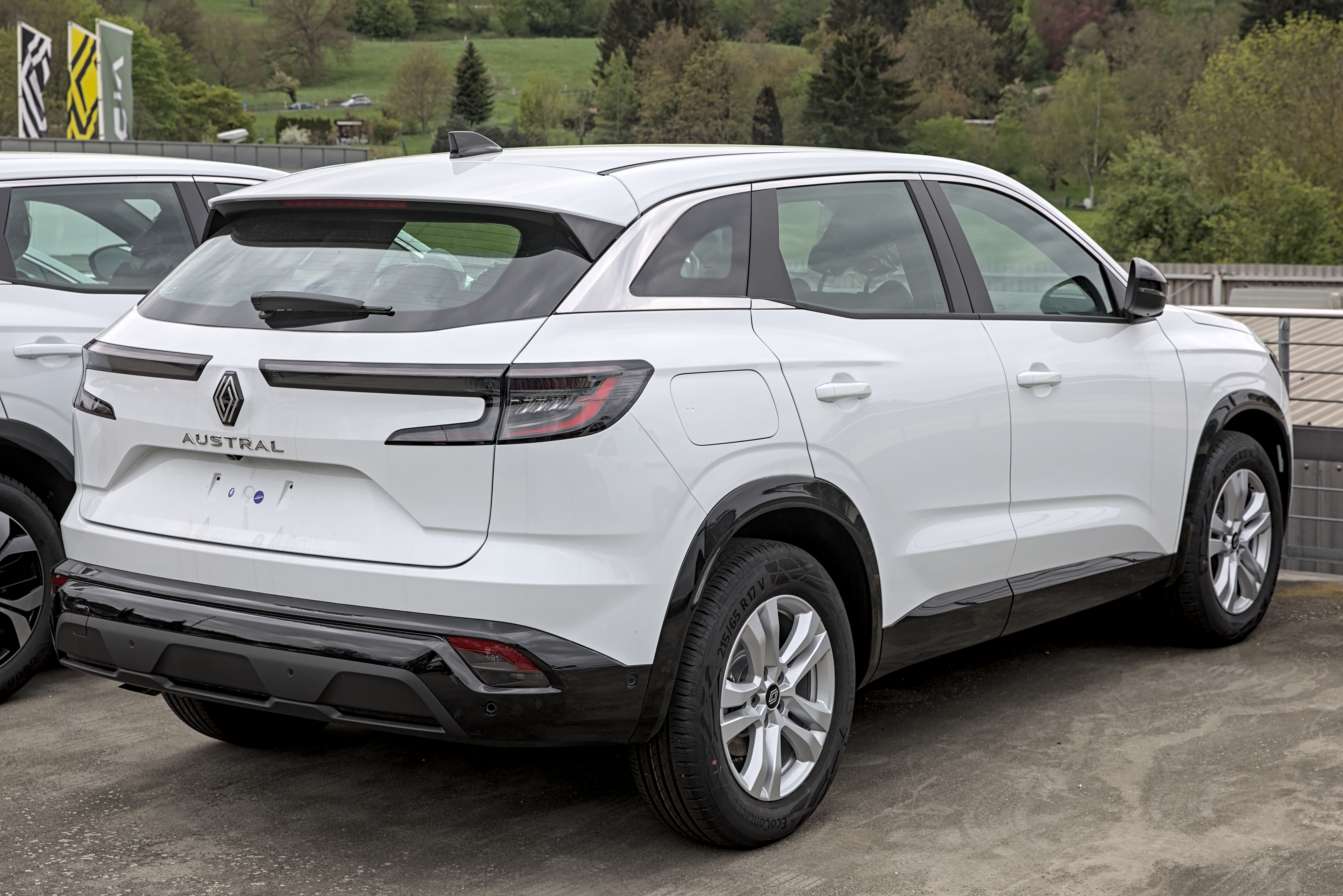
Renault Austral (2022-2025)

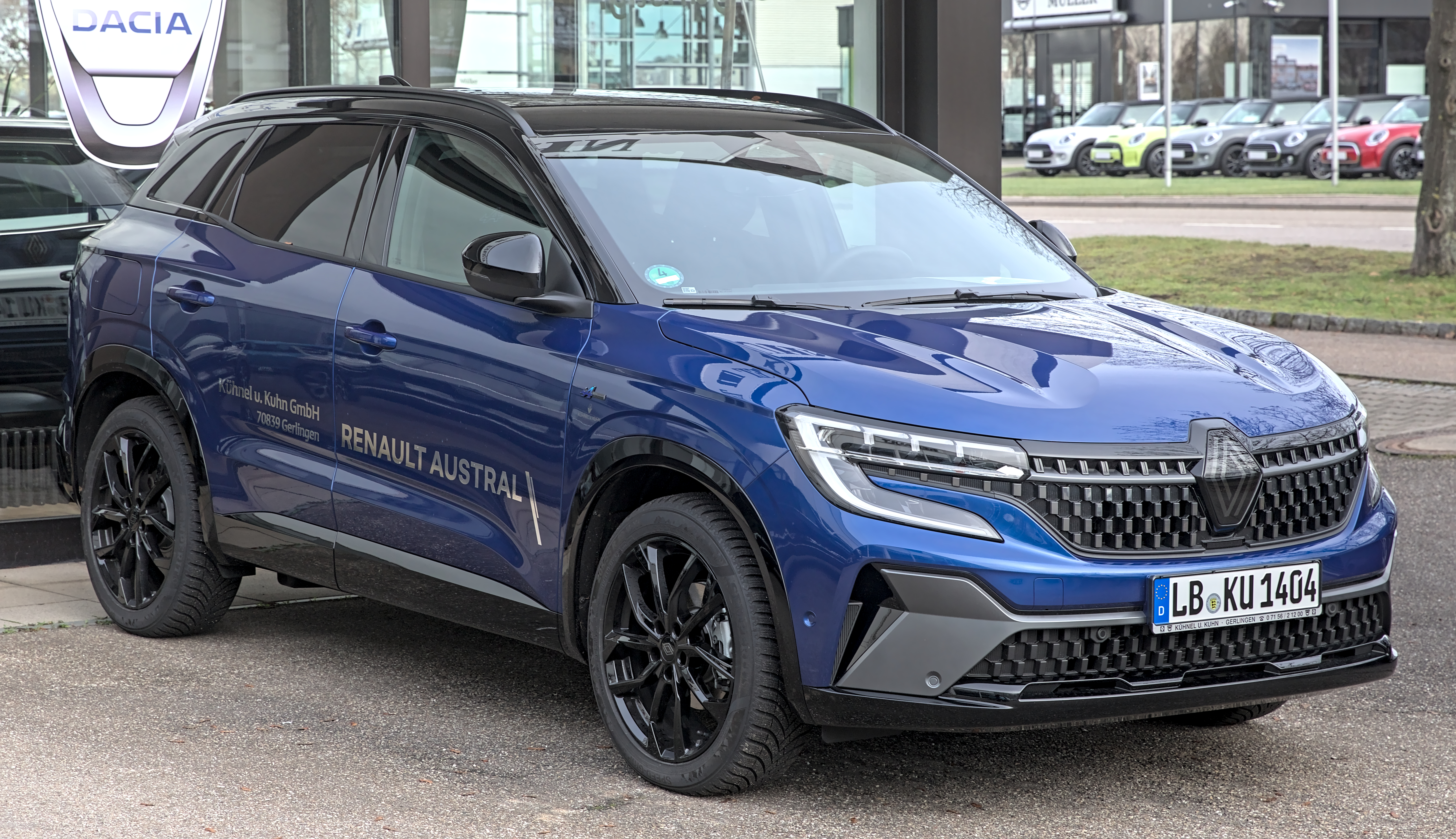
Austral Esprit Alpine

Автомобіль представлений у березні 2022 року як наступник Kadjar і побудований на платформі CMF-CD третього покоління, що й Nissan Qashqai ІІІ.
Назва «Austral» походить від латинського слова "australis" і є торговою маркою з 2005 року.
За словами Агнети Дальгрен (Agneta Dahlgren), керівниці дизайнерського проєкту Renault: „результат матеріалізується завдяки поєднанню розкішних форм, вигнутих плечей, виступаючих боків та інтеграції тонких технічних деталей, таких як високотехнологічні фари. які підсилюють його айдентичне оформлення“.

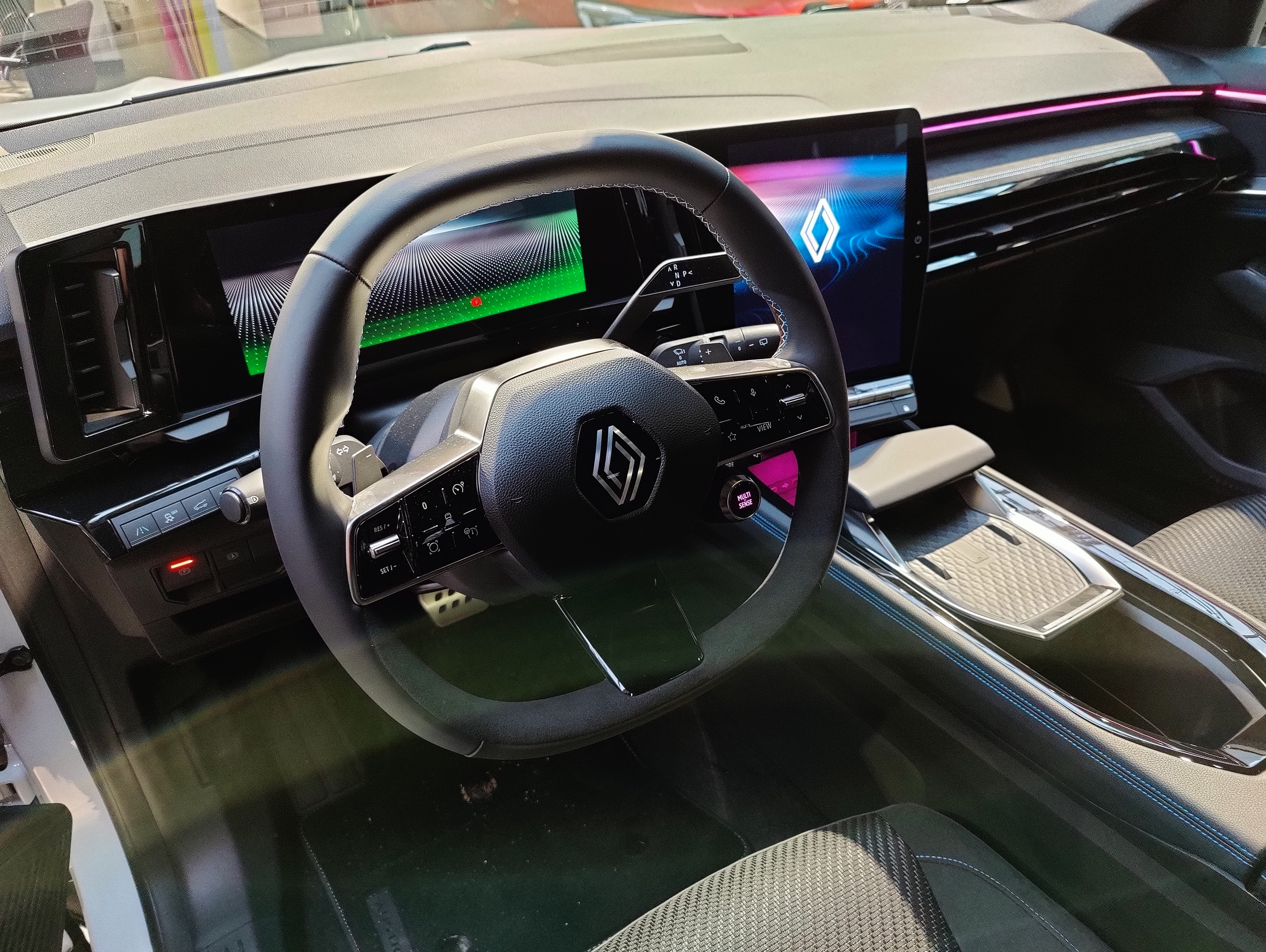
інтер'єр

У салоні Austral з'явилися нова цифрова панель приладів названа OpenR, багато в чому натхнена Mégane E-Tech, але компонування трохи змінено; великий сенсорний 9,3-дюймовий дисплей портретного формату, дані проектуються і на лобове скло. Передні сидіння розділені високим центральним тунелем.
Серед доступних для кросовера опцій — матричні фари, паркувальний автопілот, камери кругового огляду та система напівавтономного водіння. Також можна вибрати керовані задні колеса, що зменшують діаметр розвороту до 10,1 м.

### Фейсліфт
Рестайлінг Renault Austral був представлений 2 квітня 2025 року. Модель отримала схожу передню частину з Renault Rafale, а також нові сидіння, абсолютно новий капот, нові двері багажника, нові ущільнювачі дверей і нові задні ліхтарі.

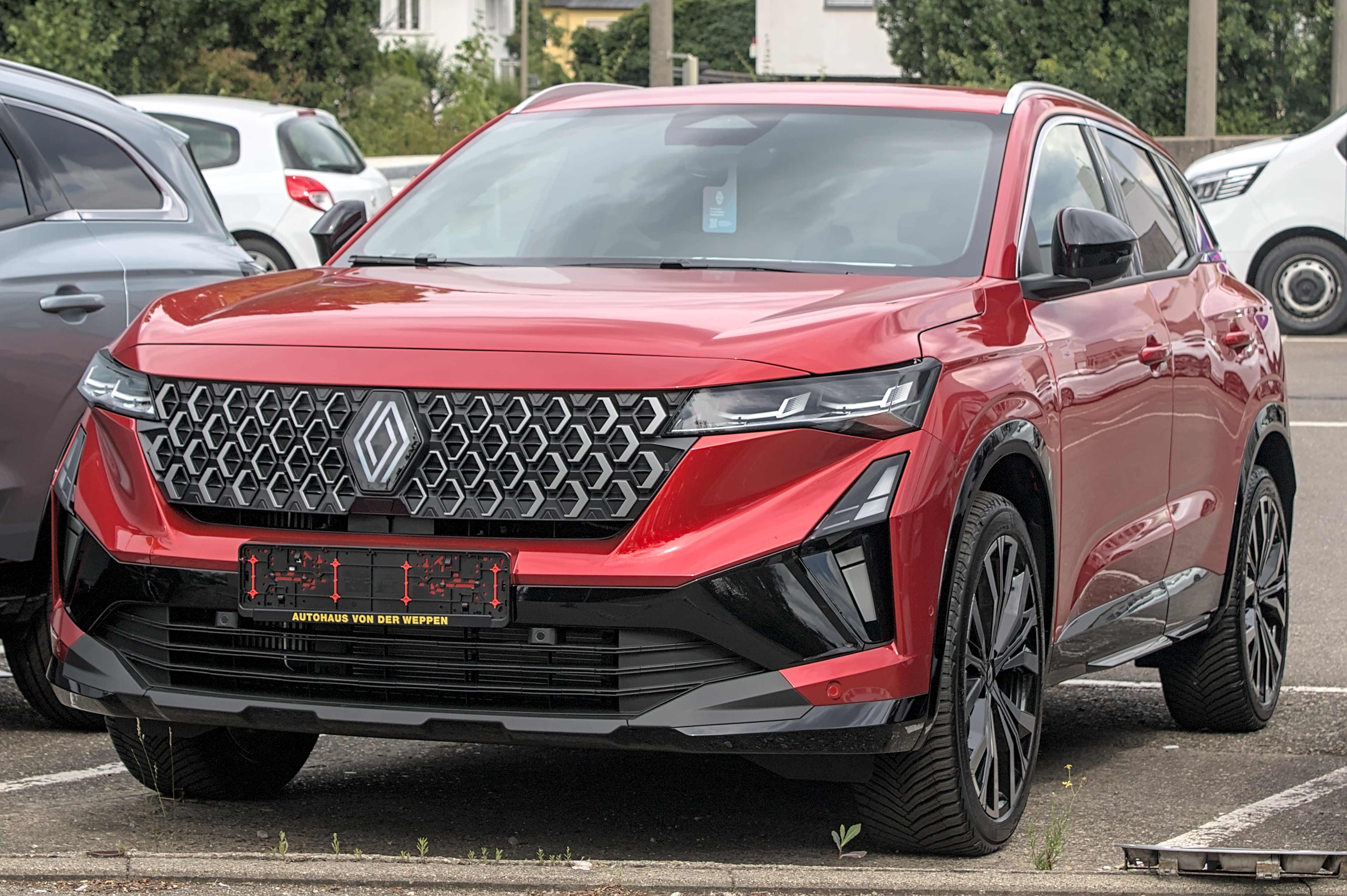
Renault Austral (з 2025)
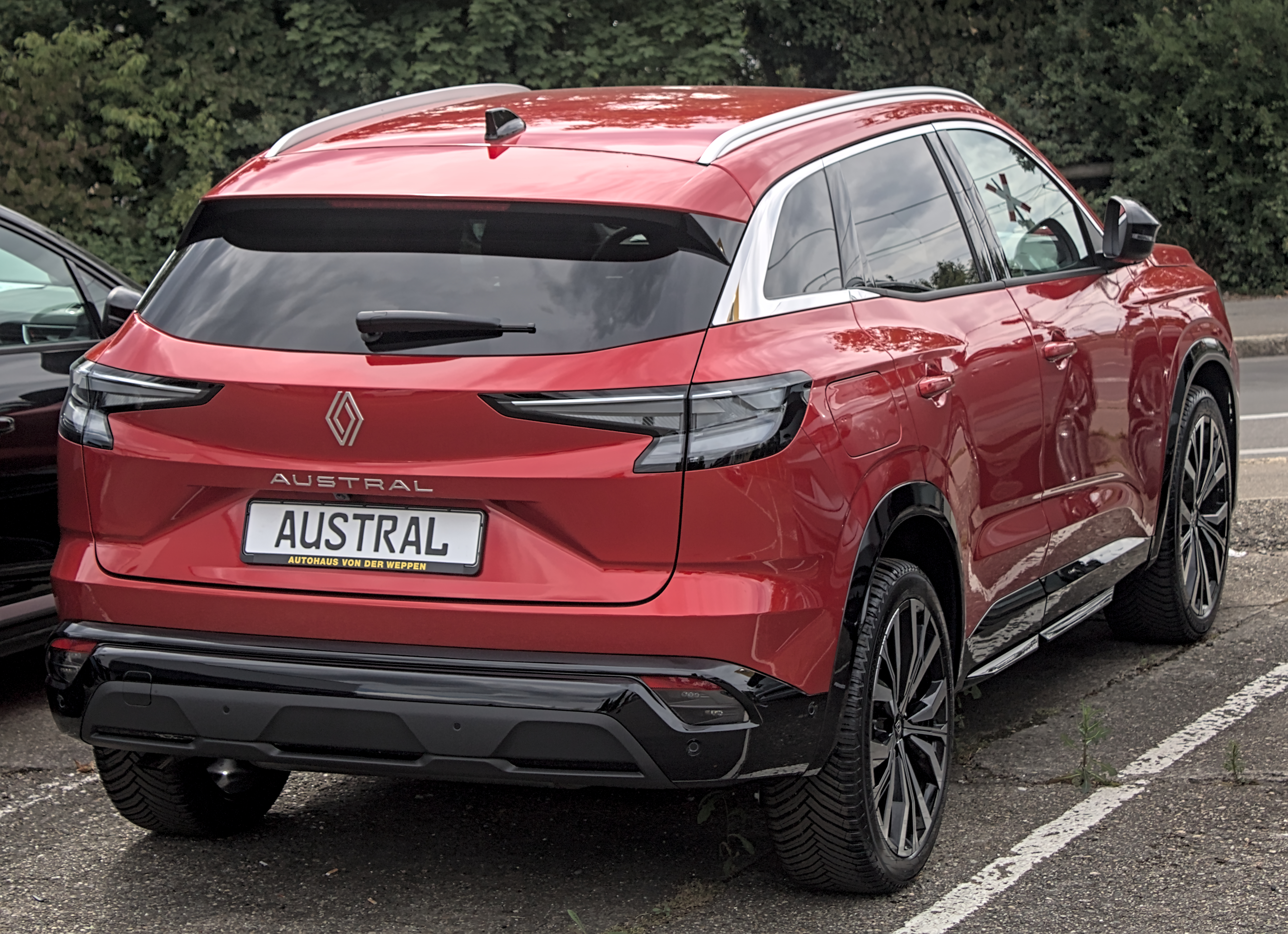

### Двигуни
Hybrid:
- 1.2 L HR12 I3 turbo mild hybrid 130 к.с.
- 1.2 L HR12 I3 turbo full hybrid 200 к.с. (E-Tech Hybrid)
- 1.3 L H5Ht I4 turbo hybrid 140/158 к.с.

## Споріднені моделі

### Renault Espace

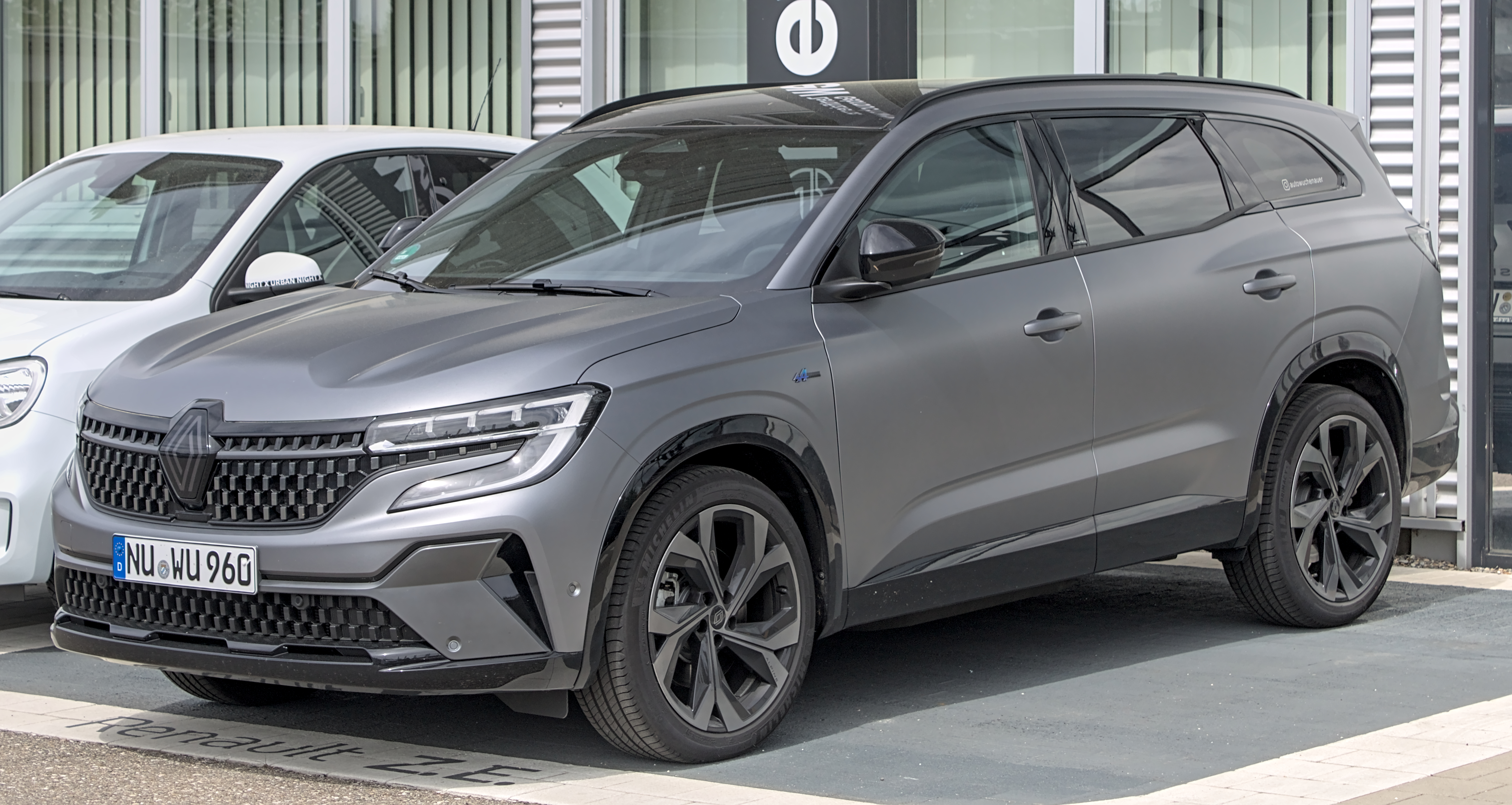
Renault Espace

Представлений 28 березня 2023 року, Espace шостого покоління значною мірою базується на Austral, поділяючи більшість панелей кузова, включаючи передню частину.
Він має подовжену колісну базу та доступний у п'яти- та семимісних версіях. Він на 140 мм (5,5 дюйма) коротший за довжиною та на 215 кг легший за попереднє покоління.
Замовлення на Renault Espace розпочалися навесні 2023 року і виробляються на заводі в Паленсії в Іспанії разом із Austral та Rafale, пов'язаними механічно. Однак на ринку Великої Британії він буде недоступний.

### Renault Rafale

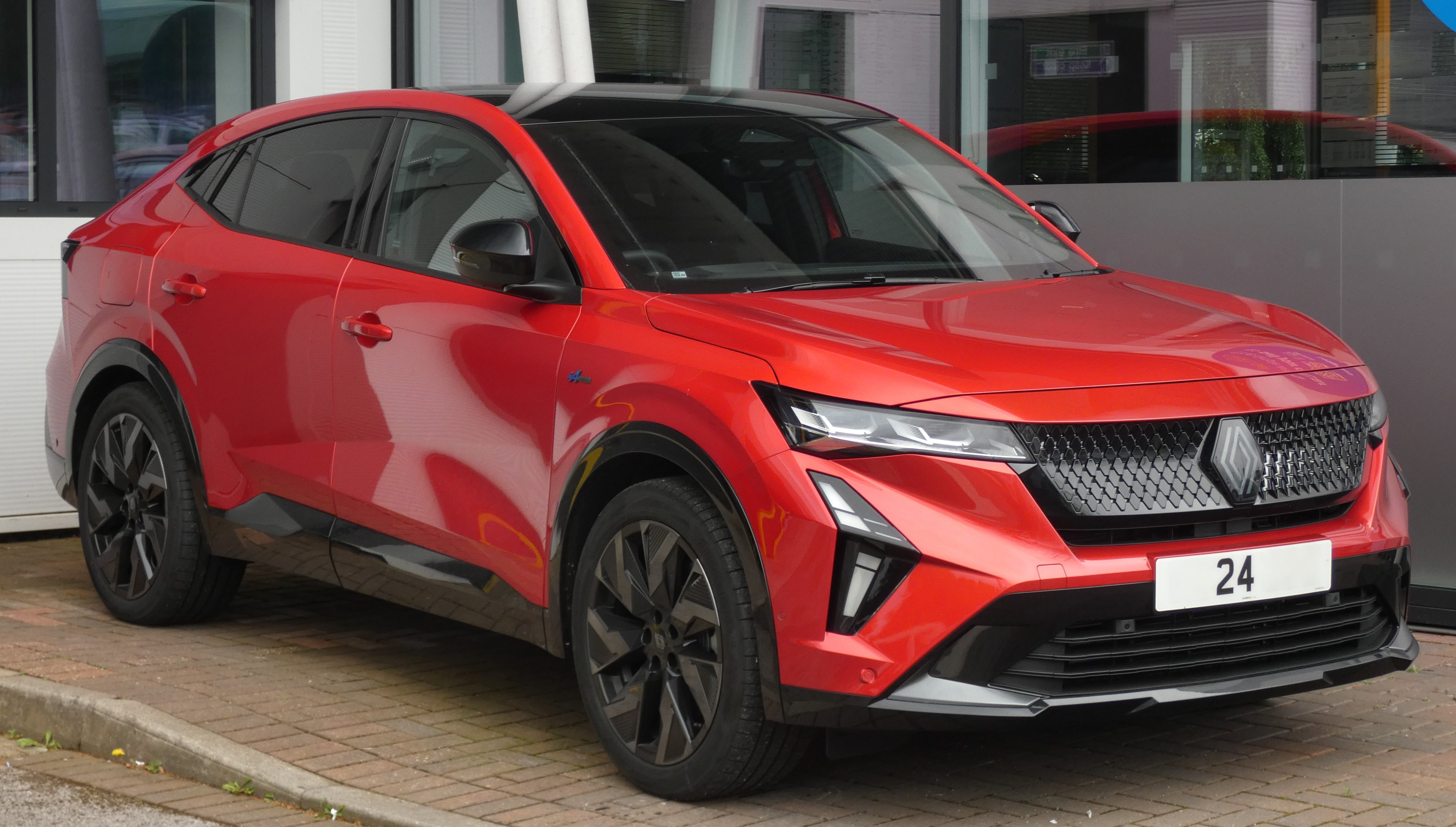
Renault Rafale

Rafale (кодова назва DHN) — купе-SUV, що представлений 18 червня 2023 року на 54-му Паризькому авіасалоні (SIAE) в Ле-Бурже.
Незважаючи на спільну платформу CMF-CD зі своїми аналогами Austral та Espace, він має характерний дизайн з унікальними панелями кузова, будучи першим серійним автомобілем бренду, повністю розробленим відповідно до нової візуальної мови, написаної Жилем Відалем (Gilles Vidal).
Rafale названий на честь моноплана C.460 Rafale, представленого в 1934 році авіаційною компанією Caudron-Renault, хоча пізніше ця назва також використовувалася на бойовому винищувачі Dassault Rafale. Автомобіль отримав нову плагін-гібридну силову установку потужністю 300 к.с. (304 PS; 224 кВт) та повним приводом за рахунок встановлення електродвигуна ззаду.

## Нагороди
Renault Austral отримав нагороду Autobest 2023 року, яку присудило журі з 31 європейської країни.